# Viera Němejcová-Pavúková
Viera Němejcová-Pavúková (Pozsony, 1937. március 9. – Pozsony, 1997. április 7.) szlovák régésznő.

## Élete
1954-1959 között a Comenius Egyetemen végzett régészet szakon. 1961-ig a Pozsonyi Városi Múzeum szakmunkatársa volt. 1992-ig a Szlovák Tudományos Akadémia Régészeti Intézetében dolgozott. 1992-1997 között a Comenius Egyetem Régészeti Tanszékén oktatott.
Elsősorban a Badeni- és Lengyeli kultúrával foglalkozott. 1971-1983 között Szőgyénben, 1989-1992 között Rózsavölgyön ásatott. A balkáni államokban is kutatott a neolitikum időszakának kapcsolatrendszerét vizsgálva. A Journal of Mediterranea Antropology and Archeology szerkesztőbizottságának tagja volt.
Férje Juraj Pavúk régész, fia Peter Pavúk régész.

## Elismerései
- 1987 Ľudovít Štúr ezüstérem

## Művei
- 1964 Sídlisko bolerázskeho typu v Nitrianskom Hrádku. Slovenská archeológia XII-1, 163-268.
- 1966 Neolitische Siedlung von Štúrovo
- 1968 Äneolithische Siedlung und Stratigraphie in Iža. Slovenská archeológia XVI-2, 353-433.
- 1974 Beitrag zum Kennen der Postboleráz-Entwicklung der Badener Kultur. Slovenská archeológia XXII-2, 237-360.
- 1978 Ďalšia etapa výskumu vo Svodíne. AVANS 1977, 165-168.
- 1991 Typologische Fragen der relativen und absoluten Chronologie der Badener Kultur, Slovenská Archeológia XXXIX.
- 1995 Svodín – Zwei Kreisgrabenanlagen der Lengyel-Kultur I. Bratislava
- 1997 Kreisgrabenanlage der Lengyel-Kultur in Ružindol-Borová
- 1998 Praveké dejiny Svodína

### Magyarul
- Praveké dejiny Svodína / Szőgyén őskori történelme; ford. Liszka József; Cranium, Svodín, 1998